# Castle-Tower-Nationalpark
Der Castle-Tower-Nationalpark (engl.: Castle Tower National Park) ist ein Nationalpark im Osten des australischen Bundesstaates Queensland.

## Lage
Der Park liegt 407 Kilometer nordwestlich von Brisbane und 30 Kilometer südlich von Gladstone.

## Geländeformen
Im Nationalpark gibt es etliche Berge, wie den Mount Castle Tower, den Mount Stanley und den Mount Coulston. Im Nordwesten schließt der Stausee Lake Awoonga an.

## Flora
Das Bergland ist mit Monsunwald in den Tälern und entlang der Wasserläufe und lichtem Eukalyptuswald auf den Bergkämmen überzogen. Heidepflanzen bilden das Unterholz, unter anderem die endemisch vorkommende Byfield-Spider-Grevillee, eine von Aussterben bedrohte Grevilleen-Art. Der Park liegt an der südlichen Verbreitungsgrenze des White Gum.

## Zugang
Der Nationalpark ist mit Fahrzeugen nicht zu erreichen und ist gänzlich mit privaten Grundstücken umgeben. Er kann mit Genehmigung der Landbesitzer vom Bruce Highway oder von der Verbindungsstraße Calliope–Monto erwandert werden. Über den Lake Awoonga ist er auch mit dem Boot erreichbar (nur mit Genehmigung des Gladstone Area Water Board (GAWB)).

## Einrichtungen
Wildes Zelten im Park ist erlaubt, bedarf aber einer kostenpflichtigen Einzelgenehmigung. Zeltplätze und Wanderwege gibt es nicht.